# الاکامیسی، فایانارانتسوا
الاکامیسی، فایانارانتسوا (به لاتین: Alakamisy, Fianarantsoa) یک منطقهٔ مسکونی در ماداگاسکار است که در فیانارانسوا واقع شده‌است.